# 1999 BK13
1999 BK13 är en asteroid i huvudbältet som upptäcktes den 25 januari 1999 av den kroatiska astronomen Korado Korlević vid Višnjan-observatoriet.
Asteroiden har en diameter på ungefär 15 kilometer.